# 赵继宗 (神经外科学家)
赵继宗（1945年-），北京人，中国神经外科专家，1969年毕业于第四军医大学。担任首都医科大学附属北京天坛医院神经外科学系主任、教授、主任医师。2012年成为“中国名医百强榜”上榜名医。2013年12月当选中国科学院生命科学和医学学部院士。

## 头衔
- 国务院学位评审组成员
- 中华医学会神经外科专业委员会主任委员
- 北京医学会神经外科分会主任委员
- 中国神经科学会神经外科分会主任委员
- 全国高等医药教材建设研究会理事
- 中华神经外科杂志副主编
- 临床神经外科医学副总编